# Илдико Шварценбергер
Илдико Шварценбергер (мађ. Ildikó Schwarczenberger; Будимпешта, 9. септембар 1951 — 13. јул 2015) је била мађарски репрезентативац у мачевању. Илдико Шварценбергер је освојила четири олимпијске медаље на три узастопне олимпијаде 1972, 1976, и 1980. године.
Поред олимпијских игара Илдико је имала веома запажене успехе на Светским првенствима у мачевању. На Светским првенствима је својила десет медаља, од којих једну златну, шест сребрних и три бронзане.
У домаћем такмичењу у Мађарској је бранила боје два клуба, прво у Вереш Метеору из Будимпеште (Vörös Meteor), а касније у МТК исто из Будимпеште.
За своје успехе на спортском плану Илдико је два пута бирана за спорташицу године у Мађарској, 1973. и 1976. године.